# 2 fructidor
2 thermidor 2 jour complémentaire
Le duodi 2 fructidor, officiellement dénommé jour du millet, est le 332e jour de l'année du calendrier républicain.
C'était généralement le 19e jour du mois d'août dans le calendrier grégorien.